# Nursling
Nursling is een civil parish in Hampshire (Engeland), ongeveer 6 kilometer ten noordwesten van de stad Southampton. Het is een voorstad van Southampton, hoewel het officieel in het district Test Valley ligt. Samen met Rownhams vormt Nursling een civil parish.
Vroegere namen voor het dorp zijn Nhutscelle,  Nutshalling en Nutshullyng. In de plaatselijke benedictijnse abdij kreeg de heilige Bonifatius in de 8e eeuw een deel van zijn opleiding. Hier schreef hij zijn Ars Grammatica, het eerste boek in Engeland dat Latijnse grammatica behandelde.